# 萨拉别莱塞
萨拉别莱塞（義大利語：Sala Biellese），是意大利比耶拉省的一个市镇。总面积8平方公里，人口638人，人口密度79.8人/平方公里（2009年）。ISTAT代码为096057。